# Tim Conway
Thomas Daniel Conway, meglio noto come Tim Conway (Willoughby, 15 dicembre 1933 – Los Angeles, 14 maggio 2019), è stato un attore e comico statunitense.

## Biografia
Di origini irlandesi per parte paterna e rumene per quella materna, Conway deve la sua notorietà presso il pubblico statunitense all'interpretazione dell'inetto guardiamarina Charles Parker nella sit-com Un equipaggio tutto matto (1962-1966), in cui divideva la scena con Ernest Borgnine e Joe Flynn, e per la sua decennale partecipazione al varietà The Carol Burnett Show (1967-1978).
È inoltre noto per il doppiaggio del personaggio di Supervista nella serie animata SpongeBob (in cui è riunito col vecchio collega Borgnine, che doppia invece Waterman), e ha partecipato in qualità di guest star, doppiando se stesso, nell'episodio La bacheca della serie dalla serie "I Simpson" dell'ottava stagione de I Simpson.
Sposato dal 1961 al 1978 con Mary Anne Dalton, dalla quale ha avuto sei figli: Tim Jr. (ex-attore), Corey, Jackie, Jaime, Pat, Shawn e Kelly (ex-attrice). Dal 1984 è sposato con Charlene Conway. Si è ritirato dalle scene nel 2016.
Conway è deceduto il 14 maggio 2019 a Los Angeles all'età di 85 anni.

## Filmografia

### Cinema
- Marinai, topless e guai (McHale's Navy), regia di Edward Montagne (1964)
- Nanù, il figlio della giungla (The World's Greatest Athlete), regia di Robert Scheerer (1973)
- La banda delle frittelle di mele (The Apple Dumpling Gang), regia di Norman Tokar (1975)
- Quello strano cane... di papà (The Shaggy D.A.), regia di Robert Stevenson (1976)
- La banda delle frittelle di mele 2 (The Apple Dumpling Gang Rides Again), regia di Vincent McEveety (1979)
- La corsa più pazza d'America n. 2 (Cannonball Run II), regia di Hal Needham (1984)
- Una scommessa impossibile (The Longshot), regia di Paul Bartel (1986)
- Strani miracoli (Dear God), regia di Garry Marshall (1996)
- Speed 2 - Senza limiti (Speed 2: Cruise Control), regia di Jan de Bont (1997)
- Air Bud 2 - Eroe a quattro zampe (Air Bud: Golden Receiver), regia di Richard Martin (1998)
- Supercuccioli a Natale - Alla ricerca di Zampa Natale (Santa Buddies), regia di Robert Vince (2009) – voce

### Televisione
- Rango – serie TV, 17 episodi (1967)
- The Carol Burnett Show – serie TV, 278 episodi (1967-1978)
- L'asso dei detective (Ace Crawford, Private Eye) – serie TV, 5 episodi (1983)
- Dragons - I cavalieri di Berk (Dragons: Riders of Berk) – serie animata, 15 episodi (2012-2013) – voce
- Major Crimes - serie TV, episodio 2x09 (2013)
- Glee - serie TV, un episodio (2014)
- Sorpresi dall'amore (Surprised by Love), regia di Robert Iscove (2015) - film TV

## Doppiatori italiani
Nelle versioni in italiano delle opere in cui ha recitato, Tim Conway è stato doppiato da:
- Paolo Poiret in La banda delle frittelle di mele, La banda delle frittelle di mele colpisce ancora
- Franco Zucca in L'asso dei detective, 30 Rock
- Giorgio Lopez in Prima o poi divorzio!, CSI - Scena del crimine
- Antonio Guidi in Quello strano cane... di papà, Strani miracoli
- Gabriele Calindri in Un equipaggio tutto matto
- Manlio De Angelis in Nanù, il figlio della giungla
- Gil Baroni in Speed 2 - Senza limiti
- Bruno Alessandro in Due uomini e mezzo
- Renato Cortesi in Major Crimes

Da doppiatore, è stato sostituito da:
- Ambrogio Colombo in Supercuccioli a Natale - Alla ricerca di Zampa Natale, Supercuccioli - A caccia di tesori, Supercuccioli - I veri supereroi